# Año Internacional del Agua Dulce
2003 fue proclamado Año Internacional del Agua Dulce por la Asamblea General de las Naciones Unidas mediante la resolución 55/196, aprobada el 20 de diciembre de 2000, en su quincuagésimo quinto período de sesiones. La iniciativa surgió en el marco de los compromisos adquiridos en la Conferencia de las Naciones Unidas sobre el Medio Ambiente y el Desarrollo de 1992 y de las estrategias definidas en la Agenda 21, que identificaron la gestión del agua como un eje fundamental del desarrollo sostenible.
El principal objetivo de esta proclamación fue incrementar la conciencia global sobre la importancia del agua dulce y promover acciones concretas para su conservación y gestión sostenible. En este contexto, se destacó la urgencia de garantizar el acceso equitativo al agua potable, mejorar la protección de los ecosistemas acuáticos y fomentar la adopción de políticas públicas eficientes para su administración. Además, este año conmemorativo sentó las bases para la inclusión del acceso al agua como un objetivo clave dentro de la agenda internacional de desarrollo.
Para coordinar las actividades que se desarrollarón, se designó al Subcomité de Recursos Hídricos del Comité Administrativo de Coordinación de la ONU, con el mandato de formular estrategias y supervisar su ejecución. Se alentó la participación de Estados miembros, organismos internacionales, la sociedad civil y el sector privado, promoviendo esfuerzos coordinados a nivel nacional, regional e internacional.

## Actividades y alcance
A lo largo del año 2003, se desarrollaron diversas actividades destinadas a sensibilizar a la población mundial sobre la importancia del agua dulce y a promover soluciones para su gestión sostenible. La ONU y sus agencias asociadas impulsaron campañas de divulgación, conferencias internacionales y programas de cooperación que movilizaron a gobiernos, comunidades científicas y actores del sector privado.
Uno de los ejes fundamentales de esta conmemoración fue la educación y la concienciación pública. Se difundieron materiales informativos y programas educativos que resaltaron los desafíos relacionados con el agua, desde la escasez y la contaminación hasta su distribución desigual. En este marco, se promovieron campañas en medios de comunicación y actividades en instituciones académicas para enfatizar la importancia del agua en la salud, el desarrollo y la seguridad alimentaria.
En el ámbito político, los gobiernos fueron instados a adoptar estrategias y marcos normativos que garantizaran un uso eficiente y equitativo del recurso. Se fomentaron inversiones en infraestructuras hídricas, programas de acceso universal al agua potable y proyectos de saneamiento en comunidades vulnerables. Como parte de este esfuerzo, en marzo de 2003 se celebró en Kioto el Tercer Foro Mundial del Agua, un evento clave en el que líderes internacionales debatieron sobre la necesidad de fortalecer la cooperación en la gestión de los recursos hídricos y enfrentar desafíos como el cambio climático y el crecimiento poblacional.
Asimismo, se impulsaron iniciativas de innovación tecnológica para mejorar la eficiencia en el uso del agua y reducir la contaminación de fuentes hídricas. Se promovieron proyectos piloto en distintas regiones del mundo, enfocándose en soluciones adaptadas a contextos locales, como el desarrollo de sistemas de captación de agua de lluvia y tecnologías de purificación accesibles. La participación del sector privado y de organizaciones no gubernamentales fue fundamental en la implementación de estos proyectos, fortaleciendo alianzas estratégicas para financiar y desarrollar soluciones sostenibles.
El financiamiento de las actividades dependió de contribuciones voluntarias de los Estados miembros, organismos multilaterales y entidades privadas, siguiendo las directrices establecidas por la ONU para la organización de años internacionales. Estas inversiones no solo respaldaron eventos y campañas, sino que también permitieron la implementación de proyectos a largo plazo en regiones con necesidades críticas.
El impacto del Año Internacional del Agua Dulce trascendió su periodo de conmemoración. Su influencia se reflejó en la consolidación de compromisos internacionales que llevaron a la proclamación del Decenio Internacional para la Acción "El Agua, fuente de vida" (2005-2015), un esfuerzo global orientado a garantizar el acceso sostenible al agua y mejorar la gestión de los recursos hídricos en todo el mundo. Además, este año conmemorativo contribuyó al desarrollo de metas específicas sobre agua y saneamiento en los Objetivos de Desarrollo del Milenio (ODM) y, posteriormente, en los Objetivos de Desarrollo Sostenible (ODS), en particular el ODS 6, que busca garantizar la disponibilidad y la gestión sostenible del agua y el saneamiento para todos.

## Enlaces extenrnos
- International Year of Freshwater 2003 - Water: A Matter of Life and Death
- LAUNCH OF THE INTERNATIONAL YEAR OF FRESHWATER 2003

- Datos: Q96756114